# ستوكلي كارمايكل
ستوكلي كارمايكل (29 يونيو 1941 - 15 نوفمبر 1998)، المعروف بكوامي توري، كان ثورياً أمريكاً من أصل ترينيدادي نشِط في حركة الحقوق المدنية، ولاحقاً في الحركة الإفريقية العالمية. نشأ في الولايات المتحدة مذ كان في الحادية عشر من عمره. تخرج من جامعة هوارد. بَرز في حركتي الحقوق المدنية والقوة السوداء. بداية كقائد للجنة التنسيق الطلابية اللاعنفية، ولاحقاً كـ«رئيس وزراء فخري» لحزب النمور السود، وأخيراً كقائد للحزب الثوري للشعب الإفريقي.

## النشأة وتعليمه
وُلد ستوكلي كارمايكل في مدينة بورت أوف سبين عاصمة ترينيداد وتوباغو، ومن ثم انتقل إلى هارلم في نيويورك عام 1952 في سن الحادية عشر لينضم لوالديه اللذين هاجرا عندما كان في الثانية من العمر، حيث تركاه مع جدته وعمتين له. كان له ثلاثة أخوات. التحق بمدرسة ترانكويليتي في ترينيداد إلى أن تمكن والداه من الإرسال في طلبه.
كانت والدته مابِل ر. كارمايكل مضيفة لخط باخرة، أما والده أدولفوس فكان نجاراً والذي عمل أيضاً سائق أجرة. في نهاية الأمر غادرت العائلة الملتمة هارلم لتنتقل إلى فان نيست في إيست برونكس، والذي كان في ذلك الوقت حيّا قديماً يقطن فيه أساساً المهاجرون اليهود والطليان والمنحدرون منهم. وفقاً لمقابلة له عام 1967 مع مجلة لايف، كان كارمايكل العضو الأسود الوحيد في عصابة موريس بارك دوكس، المتورطة في السرقات الصغيرة والكحول.

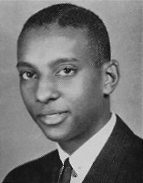
كارمايكل عام 1960 خريجاً من مدرسة البرونكس الثانوية للعلوم

## روابط خارجية
- ستوكلي كارمايكل على موقع IMDb (الإنجليزية)
- ستوكلي كارمايكل على موقع الموسوعة البريطانية (الإنجليزية)
- ستوكلي كارمايكل على موقع مونزينجر (الألمانية)
- ستوكلي كارمايكل على موقع ميوزك برينز (الإنجليزية)
- ستوكلي كارمايكل على موقع إن إن دي بي (الإنجليزية)
- ستوكلي كارمايكل على موقع أول ميوزيك (الإنجليزية)
- ستوكلي كارمايكل على موقع ديسكوغز (الإنجليزية)
- ستوكلي كارمايكل على موقع قاعدة بيانات الفيلم (الإنجليزية)